# Haydn-Kino (Eisenstadt)

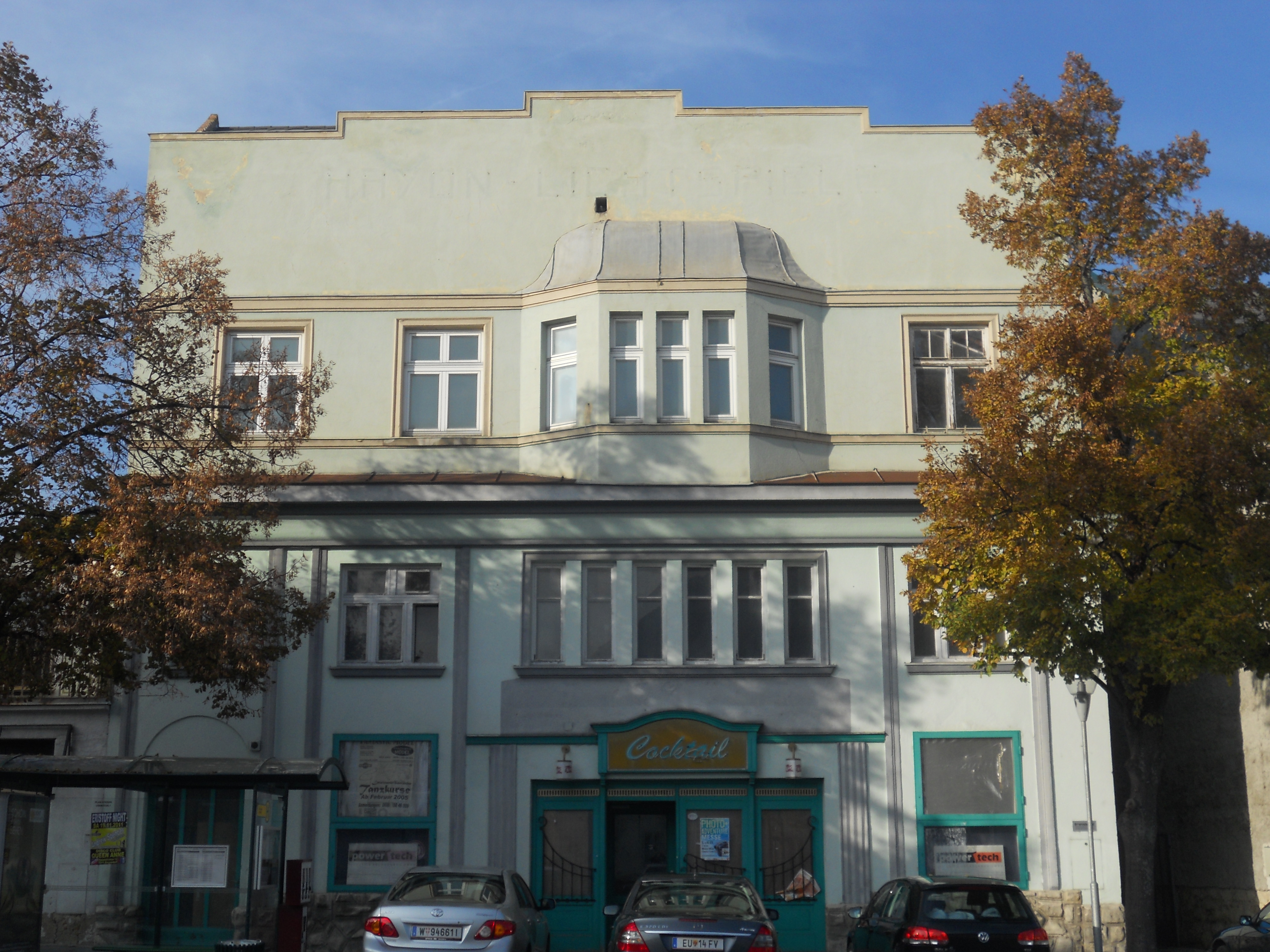
Ehemaliges Haydn-Kino in Eisenstadt

Das Haydn-Kino war ein Kino in Eisenstadt im Burgenland. Das Gebäude befindet sich am Kalvarienbergplatz und steht unter Denkmalschutz (Listeneintrag).

## Geschichte
Das Haydn-Kino wurde 1924 von Josefa Horak gegründet und blieb bis zu deren Urenkel Eduard Tschida in Familienbesitz. Nach dem Zweiten Weltkrieg wurde das Kino von der Roten Armee genutzt, um die Eisenstädter mit Filmen über russische Kultur für sich zu gewinnen. Ende der 1980er-Jahr wurde das Kino von Eduard Tschida geschlossen und in der Folge unter anderem als Cocktail-Bar genutzt und stand mehrere Jahre leer.
2020 wurde das Gebäude von Michael Züger erworben, 2022 kaufte die Stadt Eisenstadt diesem das Bauwerk um 390.000 Euro ab. Der Kinosaal soll wieder in Betrieb genommen, eine Nutzung als Programmkino, Theater, für Veranstaltungen und Ausstellungen wurde angedacht. Bis spätestens 2025 soll das Kino wiedereröffnet werden. Im Sommer 2022 wurde mit der Renovierung begonnen, vom Bundesdenkmalamt wurde eine Kofinanzierung zugesagt. Im Februar 2023 beschloss der Gemeinderat mit den Stimmen von ÖVP und den Grünen die Teilsanierung des Gebäudes um 1,35 Millionen Euro. Bürgermeister Thomas Steiner verwies dabei auf eine zweckgebundene Investitionsförderung vom Bund über 1,7 Millionen Euro.

## Architektur
Das Gebäude ist laut Peter Adam vom Bundesdenkmalamt eine Mischung aus Späthistorismus, Art-déco-Elementen und Neuer Sachlichkeit, war von Beginn an als Kino konzipiert und verfügt über einen Saal für rund 450 Zuschauer, der wie ein kleines Theater mit einer Empore aufgebaut ist. Insgesamt hat das Gebäude auf drei Etagen verteilt rund 500 Quadratmeter.